# Transformativní učení

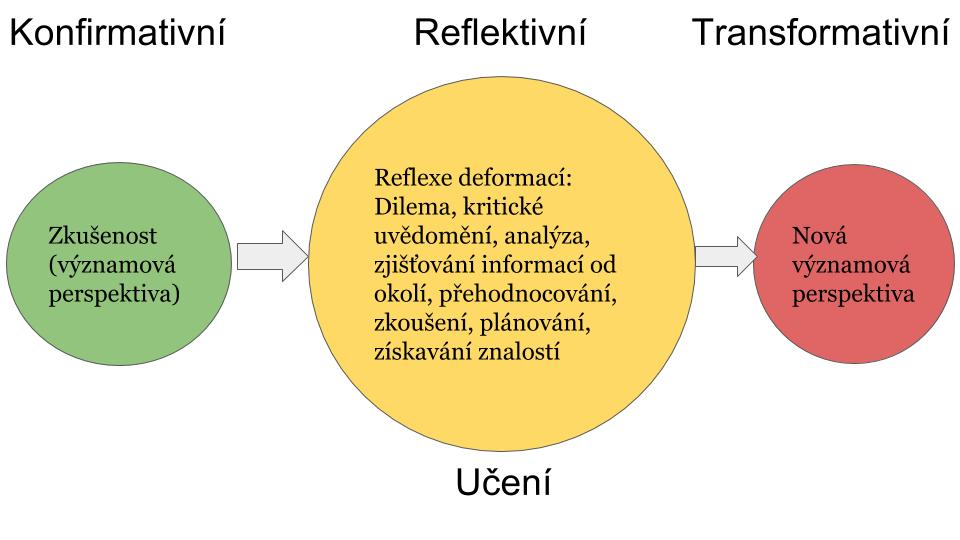
Schéma transformativního učení

Teorie transformativního učení je teorie učení, která vychází z předpokladu, že každý je ovlivněn učením z minulosti, z dětství. Transformativní učení je typické pro dospělost a umožňuje nám rozumět zkušenostem se světem, s jinými lidmi nebo se sebou samým. Umožňuje nám na věc pohlížet kriticky. Učení, které se odehrává v dětství prostřednictvím socializace, informálního (nezáměrného) nebo tacitního (skrytého) učení se nazývá formativní učení. 
„Jako učící se jsme lapeni ve své vlastní minulosti“ (Jack Mezirow)

## Vznik a vývoj teorie
Ve druhé polovině 20. století se začaly projevovat v oblastech tzv. západní společnosti společenské a technologické změny. Proto v tomto období začaly vznikat teorie učení, které se snažily vysvětlit uvedení do praxe a usnadnit adaptaci dospělého člověka. Mezi tyto teorie patří i teorie transformativního učení. Vytvořil ji americký sociolog Jack Mezirow (7. března 1923 – 24. září 2014).
Tato teorie ovšem nevznikla jako zcela nová teorie. Jak uvádí sám autor, při jejím formování ze střípků již existujících teorií pouze sestavil svoji vlastní.  První náznaky teorie se objevují během šedesátých let, ale ucelenější koncept uvedl až v roce 1978 ve studii žen vracejících se na vyšší odborné školy. 
Významný vliv pro teorii měl pragmatismus, který determinoval formování oblasti vzdělávání a sociální konstruktivismus se svým pojetím, že svět kolem nás konstruujeme na základě významů, které přisuzujeme věcem nebo událostem kolem nás. Třetí významný inspirační zdroj představovaly knihy Paola Freireho a jeho koncept uvědomování.

## Perspektivní transformace
V transformativním učení by učící se měl být schopen kriticky uvažovat, přehodnocovat a brát ohled na zkušenosti, k tomu slouží perspektivní transformace. Což je proces, v němž si lze kriticky uvědomit chybné významové perspektivy a měnit je. K transformaci může dojít jak u jedince, tak u skupin lidí prostřednictvím sociálního hnutí. K přehodnocení názorů učícího se nebo pohledů na věc (transformaci) může dojít:
- díky narůstání počtu transformovaných významových schémat, která jsou výsledkem sledů dilemat
- při zásadní změně v životě učícího se (odloučení nebo rozvod, odchod dětí z domova, povýšení, neúspěch při důležité zkoušce, odchod do důchodu)

Probíhá v zásadě v deseti fázích (v reálu nemusí být zastoupeny všechny fáze ani nemusí být seřazeny za sebou) 
1. Matoucí dilema
2. Podstoupení sebeanalýzy pocitů strachu, hněvu, viny nebo studu.
3. Kritické uvědomění si epistemických, sociokulturních či psychických předpokladů.
4. Zjištění, zda nespokojenost a proces transformace jsou sdílené a zda ostatní již prošli podobnou změnou
5. Zkoumání podmínek pro nové role, vztahy a aktivity.
6. Plánování dalšího způsobu jednání
7. Získávání znalostí a dovedností pro implementaci plánů
8. Provizorní zkoušení nových rolí a vyhodnocování zpětné vazby
9. Vytváření kompetencí a sebejistoty v nových rolích a vztazích.
10. Obnovení života na základě podmínek předepisovaných novou perspektivu

## Význam a využití
Mezirow považuje transformativní učení společně s perspektivní transformací za nejvýznamnější vývojový úkol dospělosti a také za základ vzdělávání dospělých (tedy ústřední proces rozvoje v dospělosti).  Podle Mezirowa je cílem současného učení tento proces usnadnit.
V průběhu života si prostřednictvím záměrného i nezáměrného formativního učení si lze osvojit určitý způsob vidění světa tzv. významovou perspektivu, která nám slouží jako referenční rámec.
Referenční rámec ukazuje, jak člověk interpretuje své zkušenosti a jaký význam jim dává. Význam vytváříme ve dvou dimenzích: 
- prostřednictvím neuvědomovaných, navyklých významových schémat, souborů pro nás obvyklých očekávání, pravidel pro interpretaci

- z nich složených významových perspektiv, prekonceptů , souborů, domněnek o světě, o tom, jak poznáváme a pracujeme se znalostmi (epistemické perspektivy), o jiných lidech, o společnosti a jazyku (sociolingvistivké perspektivy) a o sobě, svém sebepojetí (psychologické perspektivy).

Na základě zkušenosti učící se propracovává existující významové perspektivy a učí se novým. Toto učení, chápané jako proces řešení problémů, může nabývat dvou podob: 
- učení instrumentální – manipulace se světem (na základě vztahu příčina – efekt)
- učení komunikativní – porozumění ostatním lidem (v dospělosti důležitější)

Ačkoliv většina učení zahrnuje oba typy, jejich logika je odlišná.
Významové perspektivy jsou založeny na minulosti zhodnocené nekriticky, proto jsou plné distorzí (klamů a nejasností), které způsobují, že tyto významové perspektivy jsou omezené a nutí nás žít v jakémsi neuvědomovaném sebeklamu.  S tím souvisí krize tzv. matoucího dilematu, které nás nutí kriticky přehodnocovat. To nás vede k reflektivnímu učení.
V případě, že tyto reflektované předpoklady vyhodnotíme jako neadekvátní a neplatné, dochází k učení transformativnímu, jehož výsledkem je buď nové významové schéma, nebo nová významová perspektiva.